# Acacia proxima
Acacia proxima é uma espécie de leguminosa do gênero Acacia, pertencente à família Fabaceae.